# نخلة متدلية
النخلة المتدلية أو نخلة التمر السنغالية أو شجى أو شطب(الاسم العلمي:Phoenix reclinata) (بالإنجليزية: Senegal date palm)‏ هي نوع من النباتات يتبع جنس النخلة من الفصيلة الفوفلية. وهي من النباتات الأصلية في أفريقيا الاستوائية ومدغشقر وجزر القمر. تتواجد هذه الشجرة في أماكن من مستوى سطح البحر إلى ارتفاع 3000 متر وفي الغابات المطيرة والغابات الموسمية والجبال الصخرية.

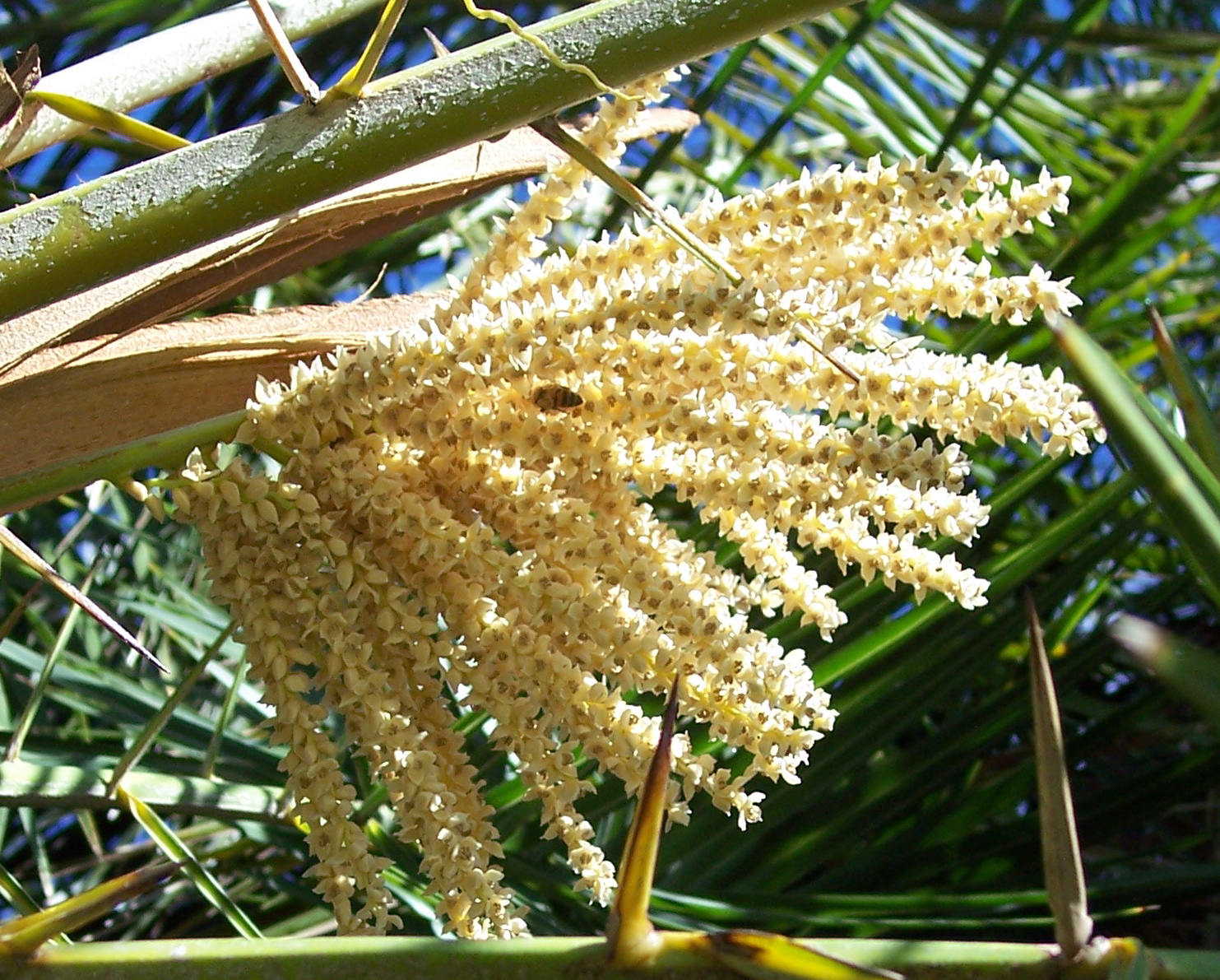

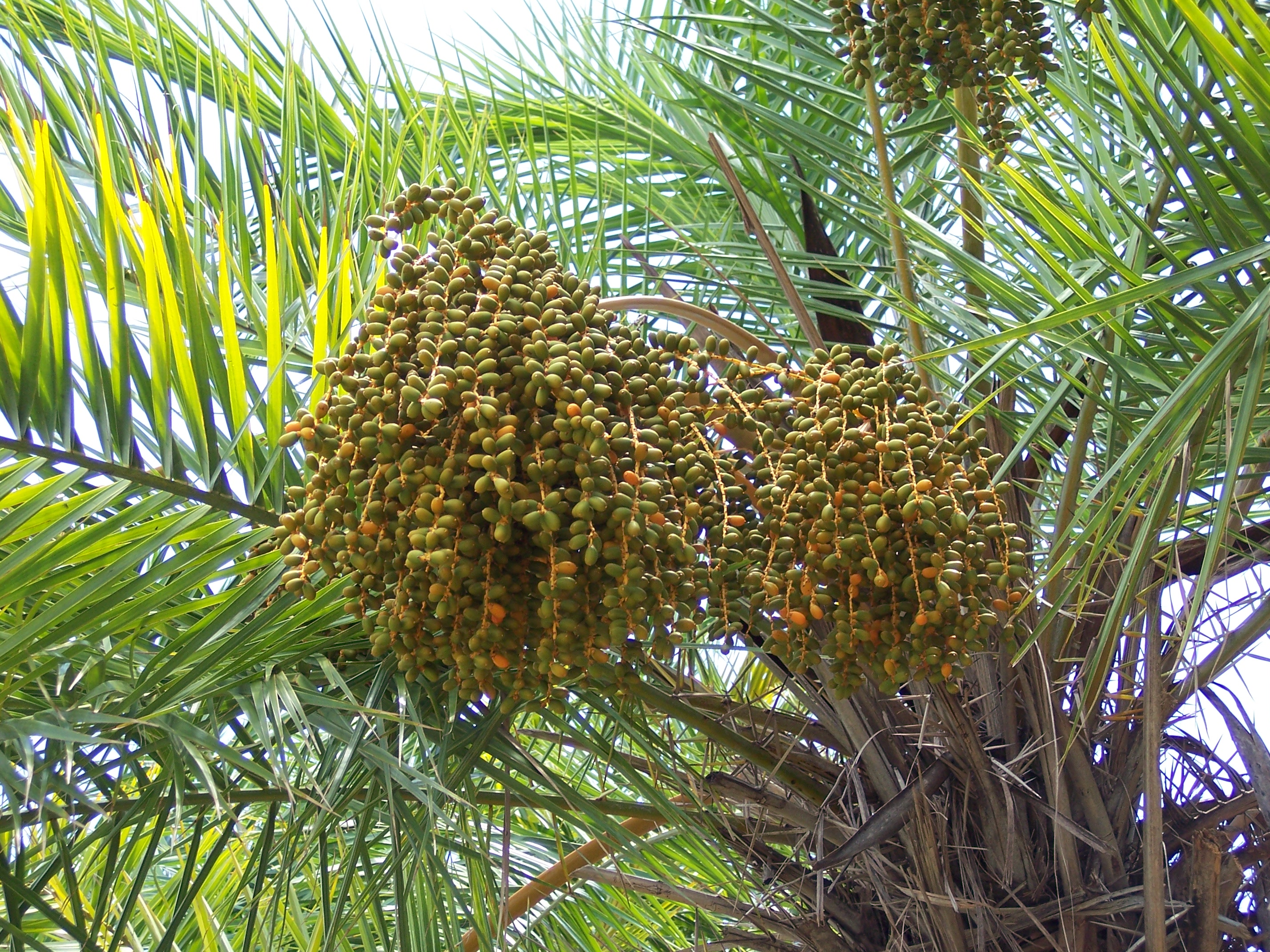
الثمار الناضجة للنخلة المتدلية

## وصلات خارجية
- Floridata Link
- PACSAO Link